# 필립스 판 마르닉스

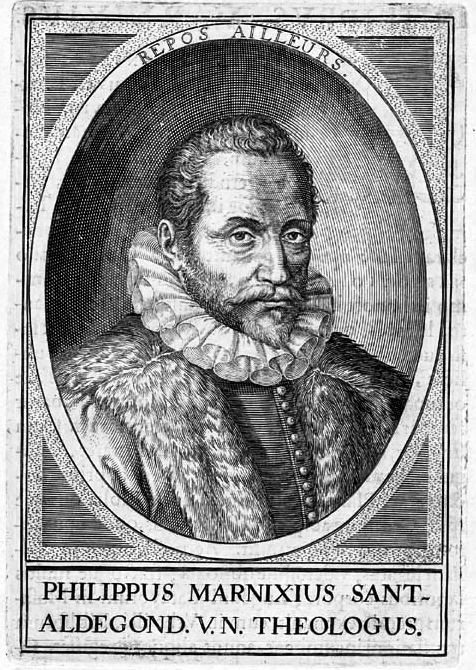

필립스 판 마르닉스 판 신트알데혼데(네덜란드어: Filips van Marnix, heer van Sint-Aldegonde, heer van West-Souburg, 프랑스어: Philippe de Marnix, seigneur de Sainte-Aldegonde)는 남네덜란드 출신의 네덜란드의 백작이다.
그는 현 네덜란드의 국가인 《빌헬무스 판 나소우베》를 작사한 사람으로 여겨지고 있다.